# Верхняя Полевая
Верхняя Полевая — село в Шадринском районе Курганской области. Административный центр Верхнеполевского сельсовета.

## История
До 1917 года в составе Барнëвской волости Шадринского уезда Пермской губернии. По данным на 1926 год село Верхне-Полевское состояло из 253 хозяйств. В административном отношении являлось центром Верхне-Полевского сельсовета Шадринского района Шадринского округа Уральской области.

## Население
| 1989 | 2002 | 2010 |
| ---- | ---- | ---- |
| 841  | ↘738 | ↗740 |

По данным переписи 1926 года в селе проживало 1272 человека (573 мужчины и 699 женщин), в том числе: русские составляли 100 % населения.
Согласно результатам Всероссийской переписи населения 2002 года, в национальной структуре населения русские составляли 96 %.